# Basenji
Der Basenji (auch Kongo-Terrier) ist eine von der FCI anerkannte Hunderasse (FCI-Gruppe 5, Sektion 6, Standard Nr. 43).

## Herkunft und Geschichtliches
Der Basenji zählt zu den urtümlichen Hunden, den Pariahunden bzw. Schensihunden. Basenjis können durchaus bellen. Ihr Bellen ist aber einsilbig, wenig melodisch und kommt nur selten zur Anwendung, worin sie den Wölfen ähneln.
Es wird angenommen, dass die Rasse entweder vom ägyptischen Tesem abstammt oder von dessen Vorfahren. In seinem Erscheinungsbild ist er dem Tesem sehr ähnlich. Der Name Basenji bedeutet in der Übersetzung so viel wie „kleines wildes Ding aus dem Busch“, was in der Sprache der Pygmäen wie „Basenschi“ klingt.
Der Basenji entstammt dem zentralen Afrika und wurde dort 1870 von den Briten entdeckt. Seit den 1930er Jahren wird er systematisch als Hunderasse gezüchtet. Mit den Pygmäen leben die Basenjis auch heute noch im Regenwald und treiben das Wild in dafür aufgespannte Netze.
1868/71 entdeckte Georg Schweinfurth ihm auffallende Hunde in der Region Bahr al-Ghazal (Südsudan) als Jagdhelfer bei den Azande und Mangbetu.

## Beschreibung
Der Basenji ähnelt vom Typ her dem Spitz. Seine Widerristhöhe beträgt 40–43 cm. Er ist ca. elf Kilogramm schwer. Das Haar ist kurz, glänzend, dicht und sehr fein. In den Farben ist das Fell rein schwarz und weiß; rotbraun und weiß; schwarz, lohfarben und weiß mit lohfarbenen kleinen Abzeichen über den Augen; schwarz; lohfarben und weiß. Gestromt ist das Fell gekennzeichnet durch schwarze Streifen auf rotbraunem Grund. Vom Hals an bis zur Brust zeichnet sich das Fell durch eine weiße Fläche aus. Die Rute sollte immer aufgedreht sein und an ihrem Ende eine weiße Spitze besitzen.

## Haltung
Diese Tiere sind ausgesprochen reinlich, riechen nicht, verlieren kaum Haare und verlangen nur sehr wenig Pflege. Da Basenjis relativ kälteempfindlich sind, sollten sie im Haus oder in der Wohnung gehalten werden. Die Hündinnen der Rasse werden nur einmal im Jahr läufig.
Basenjis benötigen sehr viel Auslauf und Beschäftigung, vor allem wenn man den Basenji in der Stadt hält. Diese Rasse verlangt dem Halter einiges an Kenntnissen über Hunde ab, für Anfänger ist ein Basenji daher nicht geeignet.
In ihrem gewohnten Umfeld (z. B. in der Wohnung) sind Basenjis grundsätzlich von gelassener Natur, verfolgen das Geschehen um sie herum aber stets aufmerksam, um sofort auf dem Sprung zu sein, wenn etwas Interessantes geschieht. Im Freien entfalten sie ihr volles Temperament. Dort lieben sie es, zu rennen, und lassen sich kaum durch etwas anderes von ihrem aktuellen Interesse abhalten.
Basenjis sind recht dickköpfig und versuchen meist, ihre eigenen Bedürfnisse in den Vordergrund zu stellen. In jedem Fall gelingt die Erziehung nur auf der Basis einer ausgesprochen starken Vertrauensbeziehung zur jeweiligen Bezugsperson sowie im Rahmen einer klaren und stabilen Rangordnung. Für die Erziehung muss, besonders in den ersten Jahren, viel Zeit eingeplant und sehr viel Geduld aufgebracht werden.

## Wesen
Basenjis sind ursprüngliche Hunde mit einem markanten Charakter. Sie zeichnen sich durch hohe Intelligenz und Unabhängigkeit aus, was bedeutet, dass sie nicht immer bereit sind, Anweisungen zu befolgen. Auffällig ist, dass Basenjis nicht bellen; stattdessen kommunizieren sie durch eine Reihe von kurzen Lauten. Hündinnen haben nur einmal im Jahr eine Läufigkeit, was für viele Halter von Vorteil ist. Diese Hunde gelten als sehr reinlich und weisen keinen unangenehmen Körpergeruch auf. Im Haus sind sie ruhig und wachsam, während sie ihre Umgebung aufmerksam beobachten. Draußen sind sie aktiv und temperamentvoll und zeigen einen ausgeprägten Jagdtrieb.

## Krankheitsprädispositionen
Bei Basenji tritt als Erbkrankheit das Fanconi-Syndrom auf.